# Arlene Francis
Pour les articles homonymes, voir Francis.
Arlene Francis Kazanjian est une actrice américaine d'origine arménienne née le 20 octobre 1907 à Boston, Massachusetts (États-Unis) – morte le 31 mai 2001 à San Francisco (Californie).

## Biographie
Arlene Francis est née à Boston, Massachussetts, le 20 octobre 1907, fille de Leah (née Davis) et Aram Kazanjian. Son père, arménien, a étudié l'art à Paris. Ses grands-parents ont été tués dans les massacres Hamidiens, perpétrés par l'Empire Ottoman entre 1894 et 1896. Après ses études, son père est parti aux États-Unis pour devenir photographe. Il a ouvert son propre studio au début du XXe siècle. Lorsque Arlene avait sept ans, il a décidé de déménager à New York , dans le quartier de Washington Heights à Manhattan. Elle restera à New York jusqu'en 1993, où elle partira dans une maison de retraite de San Francisco.
Elle a fréquenté le Finch Collège de New York avant de commencer sa carrière d'actrice de théâtre et de cinéma. Elle compte 25 pièces à Broadway jusqu'en 1975. En 1932, elle tourne dans son premier film Murders in the Rue Morgue. En parallèle, elle devient une personnalité de la radio new-yorkaise et a été l'une des premières femmes de radio aux États-Unis. En 1938, elle anime What's my name ?sur ABC, NBC et Mutual Networks. Elle restera la principale animatrice de l'émission, qui s'arrête en 1949. En 1940 elle joue de Betty dans le feuilleton radiophonique Betty et Bob. Elle a animé le jeu Blind Date sur ABC et NBC entre 1949 et 1952. Entre 1960 et 1984, elle anime un talk-show tous les midis sur WOR-AM. Elle a participé à d'autres émission : Match Game, Password, To tell the truth... produites pas Mark Goodson et Bill Todman. Elle anime en 1954 l'émission The Comeback Story sur ABC. Dans cette émission, des célébrités racontent des histoires personnelles.
Sa carrière cinématographique commence par Les Meurtres de la Rue Morgue en 1932, puis Ils étaient tous mes fils en 1948. En 1960 elle tourne à Munich dans Un, deux, trois de Billy Wilder, en 1963, elle joue dans Le Piment de la vie. Son dernier film est Fedora de Billy Wilder en 1978.

## Filmographie
- 1932 : Double Assassinat dans la rue Morgue : la femme des rues
- 1938 : Too Much Johnson : Mrs. Dathis
- 1948 : Ils étaient tous mes fils (All my Sons) : Sue Bayliss
- 1950 : With These Hands de Jack Arnold : Jenny
- 1950 : Prize Performance (série télévisée) : Host (1950)
- 1953 : Talent Patrol (série télévisée) : Host (1954)
- 1953 : The Comeback Story (série télévisée) : Host (unknown épisodes, 1954)
- 1954 : Home (série télévisée) : Editor in Chief (1954-1957)
- 1957 : The Arlene Francis Show (série télévisée) : Host (1957-1958)
- 1961 : Un, deux, trois (One, Two, Three) de Billy Wilder : Phyllis MacNamara
- 1963 : Le Piment de la vie (The Thrill of It All) : Mrs. Fraleigh
- 1968 : Laura (TV) : Mrs. Ann Treadwell
- 1972 : Harvey (TV) : Betty Chumley
- 1978 : Fedora : Newscaster